# Pathfinder (álbum)
Pathfinder es el tercer álbum de la banda de Rock progresivo, Beggar's Opera, lanzado en 1972, con la discográfica Vertigo Records. Este álbum contiene un cambio en el estilo de la banda ya que tiene un sonido más fuerte que el de los álbumes anteriores (Act One, Waters of Change), y es citado varias veces como uno de los mejores trabajos de Beggar's Opera. Este es el último álbum de Beggar's Opera en el que están Martin Griffiths(vocalista y Raymond Wilson(baterista), ya que a martin griffiths (después de lanzar el álbum) le dio una hernia en un concierto mientras tocaban poet and peasant, y decidió dejar el grupo. Y raymond Wilson más tarde lo dejó también. En el cuarto álbum del grupo y el primero sin Martin; lo reemplaza el vocalista linnie patherson. Beggar's Opera desarrollo para este trabajo, un estilo más Hard rock que en los álbumes anteriores. En temas como From shark to haggies y The witch se puede notar. En el álbum hicieron una versión de un tema escrito por jimmy webb pero interpretado por richard harris, MacCarthur park, y es el tema más largo de la canción, durando ocho minutos con veinte segundos.

## Grabación
Beggar's opera para este álbum tomó un sonido más fuerte, adaptándose a un ligero cambio al Hard rock con más elementos de música progresiva. Se grabó en 1970 con temas tranquilos y de estilo clásico como macCArthur park. Temas Hard rock  como From shark to haggis, madame doubtfire y the witch, y de cambios constantes de tonalidad, ritmo y ambiente musical como stretcher, hobo y pathfinder. Con una voz más pura de Marthin Griffiths, habilidades mayores para la guitarra y el bajo de Ricky Gardiner y Gordon Sellar, Alan Park con un estilo de órgano con más agilidad, y Raymond Wilson con un ritmo de batería más fuerte.

## Lista de temas
| Lado A             | Duración | escritores                  | Cantante principal               |
| ------------------ | -------- | --------------------------- | -------------------------------- |
| 1. Hobo            | 4:40     | Alan Park, Martin Griffiths | Marthin Griffiths                |
| 2. MacCArthur park | 8:20     | Jimmy Webb                  | Marthin Griffiths                |
| 3. The witch       | 5:26     | Beggar's opera              | Marthin Griffiths Ricky Gardiner |

| Lado B                  | Duración | escritores       | Cantante principal |
| ----------------------- | -------- | ---------------- | ------------------ |
| 4. Pathfinder           | 3:44     | Beggar's opera   | Marthin Griffiths  |
| 5. From shark to haggis | 6:38     | Beggar's opera   | Marthin Griffiths  |
| 6. Stretcher            | 4:50     | Beggar's opera   | Marthin Griffiths  |
| 7. Madame doubtfire     | 4:15     | Martin Griffiths | Marthin Griffiths  |

## Créditos
- Alan Park: teclados
- Ricky Gardiner: guitarra / voz
- Gordon Sellar: bajo / flauta / voz
- Marthin Griffiths: voz
- Raymond Wilson: batería

- Datos: Q24170659